# Иван Сотиров (футболист)
Вижте пояснителната страница за други личности с името Иван Сотиров.
Иван Сотиров е български футболист, нападател.

## Биография
Роден е на 14 март 1935 г. в град Пловдив. Играл е за Спартак (Пловдив) (1953 – 1954, 39 мача и 9 гола в А група), Ботев (Пловдив) от 1955 до 1965 година. С екипа на Ботев (Пд) има изиграни 228 мача с отбелязани 86 гола в А група. Вицешампион на страната през сезон 1962/63 и бронзов медалист през 1955/56 и 1960/61 г. Носител на купата на страната през 1962 и финалист в турнира през 1956, 1963 и 1964 г. Четвъртфиналист в турнира за КНК през 1963 г., изиграл е 6 мача в този турнир. Удостоен с почетното звание „Заслужил майстор на спорта“ през 1965 г. Има 3 мача за А националния отбор и 4 мача с 1 гол за Б националния отбор. Умира на 24 април 2025 г. на 90-т годишна възраст.
Сотиров е първият играч на Ботев (Пд) спечелил голмайсторския приз в шампионата на България през сезон 1960/61 отбелязвайки 20 гола, както следва:
- 4 кръг: Спартак Варна – Ботев 2:2 (Сотиров за 1:2 в 68-а минута)
- 7 кръг: Ботев – Спартак София 1:3 (за 1:0 в 11-а мин.)
- 9 кръг: Локомотив София – Ботев 1:2 (за 1:2 в 63 мин.)
- 10 кръг: Спартак Пловдив – Ботев 3:3 (за 2:2 в 64 мин.)
- 12 кръг: Ботев – Славия 3:1 (за 3:1 в 88 мин.)
- 13 кръг: Марек – Ботев 4:1 (за 3:1 в 66 мин.)
- 14 кръг: Берое – Ботев 2:1 (за 0:1 в 1 мин.)
- 16 кръг: Левски София – Ботев 2:2 (за 0:1 в 16-а и за 0:2 в 57 мин.)
- 18 кръг: Ботев – Септември 4:1 (за 2:1 в 46 мин.)
- 19 кръг: Ботев – Дунав 3:1 (за 2:0 в 76-а и за 3:0 в 80 мин.)
- 20 кръг: Миньор – Ботев 1:5 (за 0:3 в 14-а и за 0:5 в 42 мин.)
- 23 кръг: Спартак Пловдив – Ботев 2:2 (за 0:2 в 35 мин.)
- 24 кръг: Ботев – Черно море 4:2 (за 1:0 в 7-а и за 2:0 в 36-а мин.)
- 25 кръг: Славия – Ботев 4:2 (за 3:1 в 45-а и за 3:2 в 54-та мин.)
- 26 кръг: Ботев – Марек 4:1 (за 1:0 в 25-а мин.)

## Успехи

### Отборни
Ботев (Пловдив)
- Купа на Съветската армия (1): 1962

### Индивидуални
- Голмайстор на А група (1): 1961 (20 гола)